# Side Effects Software Inc.
Side Effects Software Inc. oder kurz SideFX ist ein kanadisches Software-Unternehmen mit Sitz in Toronto, das Software für 3D-Animationen und visuelle Effekte für den Einsatz in Film, Werbung und Computerspielen produziert.

## Geschichte
Mitte der 1980er Jahre lernten sich Kim Davidson und Greg Hermanovic beim Computergrafik-Unternehmen Omnibus Computer Graphics Inc. kennen. Dort schrieben sie gemeinsam Software und entwickelten visuelle Effekte für Film- und Fernseh-Produktionen.
1987 gründeten Davidson und Hermanovic das Unternehmen Side Effects Software. Erstes Produkt des Unternehmens war die Grafikanwendung PRISMS, die für die prozedurale Synthese von 3D-Objekten genutzt werden konnte. Auf der Basis von PRISMS entstand 1996 die 3D-Grafiksoftware Houdini, die hauptsächlich für Spezialeffekte in Filmen und Computerspielen verwendet wird.
Weitere Produkte des Unternehmens sind unter anderem die Houdini Engine und der Karma Renderer.

## Auszeichnungen
- 2018: Academy Award of Merit, gemeinsam mit Mark Elendt („for the creation and development of the Houdini visual effects and animation system“)[4]
- 2019: Technology & Engineering Emmy Award in der Kategorie Cost Effective Crowd Simulation Tools[5]